# ساندویچ گوجه فرنگی

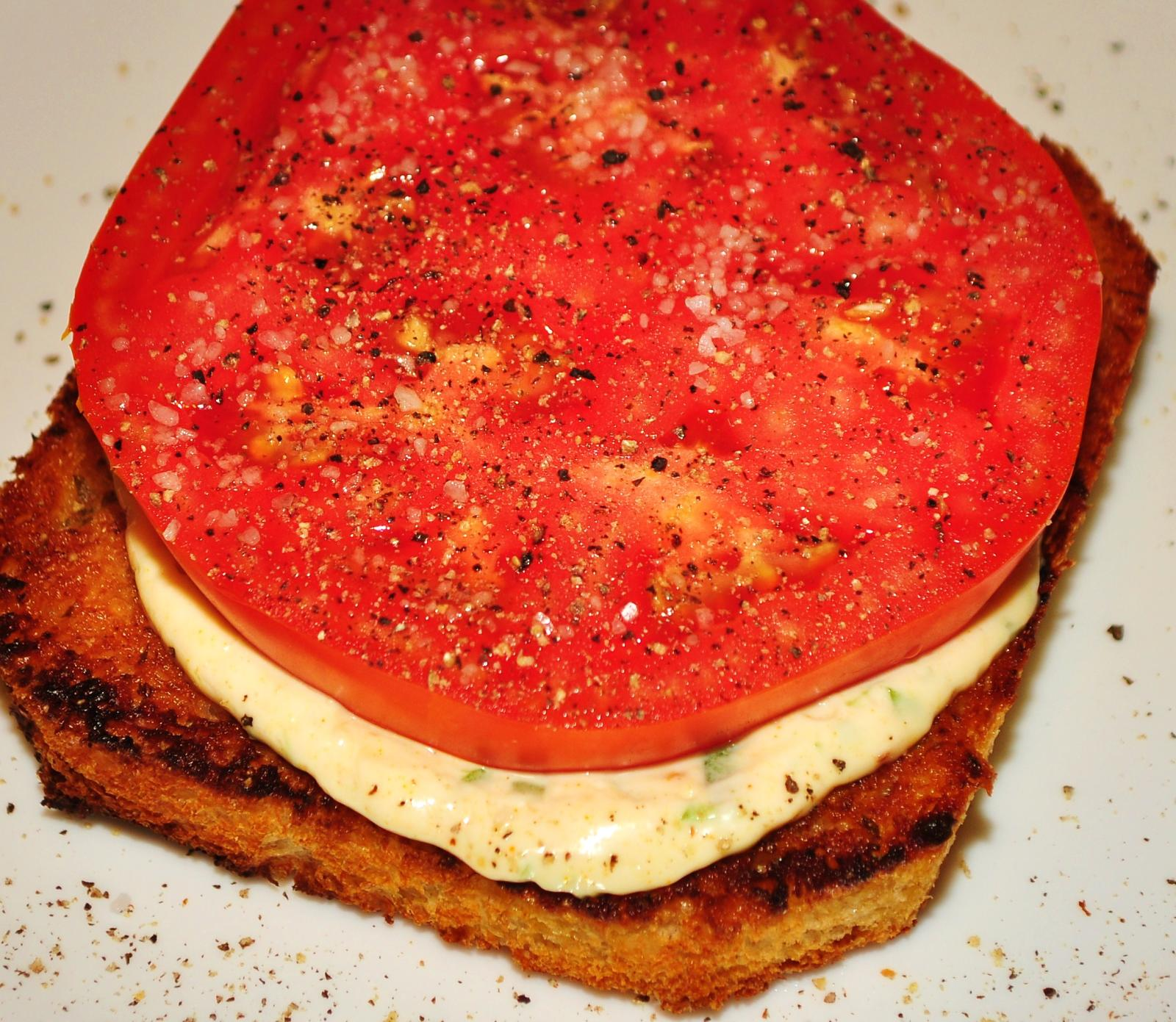
یک ساندویچ گوجه فرنگی روباز با نمک و فلفل روی گوجه فرنگی

ساندویچ گوجه فرنگی یک ساندویچ از گوجه فرنگی بین برش‌های نان است. نان ساندویچ گوجه فرنگی معمولاً با سس مایونز پخش می‌شود. ساندویچ گوجه فرنگی همچنین ممکن است با نمک، فلفل، سیر، آنچوی، جعفری یا ریحان چاشنی شود. افزودن پنیر به عنوان یک ساندویچ روباز نیز رایج است.

## آماده‌سازی فصلی
در ایالت کارولینای شمالی آنها بیشتر در فصل تابستان مصرف می‌شود.